# Heterospilus cachiensis
Heterospilus cachiensis (лат.) — вид наездников рода Heterospilus из подсемейства Doryctinae семейства бракониды (Braconidae). Встречаются в Центральной Америке: эндемик Коста-Рики.

## Описание
Мелкие перепончатокрылые насекомые, длина от 2,0 до 2,5 мм. Голова жёлтая; грудь тёмно-коричневая (мезоскутум светло-коричневый); ноги жёлтые; скапус жёлтый (без коричневой латеральной продольной полоски), флагеллум коричневый с апикальным белыми 4-5-м флагелломерами. Метасомальные 1-2-й тергиты коричневые, 3-4-й тергиты базально коричневые, но апикально жёлтые; 5-7-й тергиты  жёлтые. Вертекс поперечно бороздчатый; 4-7-й метасомальные тергиты гладкие. Скутеллюм гранулированный, лицо и лоб гладкие. Маларное пространство больше чем 0,25 от высоты глаза. Жгутик из 21 сегмента. Расстояние между оцеллием и сложным глазом равно примерно 2,5-кратному диаметру бокового оцеллия. Яйцеклад равен длине 1-2-го тергитов брюшка. В переднем крыле развита радиомедиальная жилка. Передняя голень с единственным рядом коротких шипиков вдоль переднего края. На задних тазиках ног есть отчётливый антеровентральный базальный выступ, вертекс головы сбоку у глаз нерезко угловатый. Предположительно, как и другие виды рода Heterospilus, паразитируют на жуках или бабочках. Вид был впервые описан в 2013 году американским гименоптерологом Полом Маршем (Paul M. Marsh; Норт-Ньютон, Канзас, США) с группой американских коллег-энтомологов (Wild Alexander L., Whitfield James B.; Иллинойсский университет в Урбане-Шампейне, Эрбана, Иллинойс, США) и назван по имени местонахождения: Cachi (Cartago Province). От близких видов Heterospilus cachiensis отличается длинными прекоксальными бороздками, которые идут до заднего края мезоплеврона, а также жилкованием крыльев (жилка r переднего крыла почти равна длине жилки 3RSa; в заднем крыле присутствует жилка SC+R, а жилка M+CU короче жилки 1M).